# Sultan Al Neyadi
Sultan Al Neyadi (Sultan Saif Muftah Hamad Al Neyadi — سلطان سيف النيادي), né le 23 mai 1981 à Al-Aïn, est un ingénieur en télécom, astronaute et homme politique émirati. 

## Biographie

### Études
En 2016, il obtient un doctorat en technologie de prévention des fuites de données de l'université Griffith, ainsi qu'une maîtrise de l'information et des réseaux de sécurité du même établissement, un diplôme en électronique et communication de l'université de Brighton et termine un programme d'enseignement général des technologies de l'information au Royaume-Uni en 2001.

### Astronaute
Al Neyadi est sélectionné comme astronaute par le Centre spatial Mohammed bin Rashid en mars 2018 avec Hazza Al Mansouri.
Il devait être doublure de son compatriote en avril 2019 pour la mission Soyouz MS-12, mais l'échec au lancement de Soyouz MS-10 a rendu impossible cette mission. Hazza Al Mansouri effectue cette mission sur le Soyouz MS-15, en septembre 2019.
En 2020, il est annoncé qu'il va s'entraîner avec le groupe d'astronautes 23 de la NASA au Centre spatial Lyndon B. Johnson à Houston.
En juillet 2022, il est sélectionné pour un vol de six mois à bord de la Station spatiale internationale pour l'année suivante le 2 mars 2023. Il est l'un des quatre participants à la mission SpaceX Crew-6 qui est lancée le 2 mars 2023 depuis le Centre spatial Kennedy. Il rejoint la Station spatiale internationale (ISS) où il fait partie des expéditions 68 et 69. Durant cette mission, il effectue une EVA avec Stephen Bowen.
Il a été nommé ministre de la Jeunesse des Émirats en 2024.